# Liste der Bodendenkmäler in Werl
- Karte mit allen verlinkten Seiten:
- OSM |
- WikiMap

Die Liste der Bodendenkmale in Werl enthält die Bodendenkmale auf dem Gebiet der Stadt Werl im Kreis Soest, Nordrhein-Westfalen. (Stand: Juni 2014)
| Nr.  | Bezeichnung                              | Lage                                                                                              | Eingetragen seit | Beschreibung | Bild                                     |
| ---- | ---------------------------------------- | ------------------------------------------------------------------------------------------------- | ---------------- | --- | ---------------------------------------- |
| BD 1 | entfallen                                |                                                                                                   |                  | |                                          |
| BD 2 | Grabhügel im Werler Stadtwald            | Werl Werler Stadtwald, Wickeder Straße (am ehemaligen Kasernengelände Victoria Barracks) Standort |                  | Grabhügelgruppe, bestehend aus 4 Grabhügeln aus der späten Jungsteinzeit, im Werler Stadtwald. Sie wurde 1952 beim Bau der Victoria Barracks entdeckt und musste schnell untersucht werden. Nach Umwandlung der Kaserne zu einem Naherholungsgebiet wurde der Standort 2001 abermals untersucht. |                                          |
| BD 3 | Steinbruch Werl-Büderich südlich der B 1 | Westbüderich Kuhweg 15 Standort                                                                   |                  | Steinbruch, südlich von Büderich, in dem der Werler Grünsandstein abgebaut wurde. |                                          |
| BD 4 | Ehemaliges Schlossgelände                | Werl Schlossstraße Standort                                                                       |                  | Ruine des ehemaligen Stadtschloss Werl am Ursulinengymnasium. Erbaut wurde es 1522 und war Residenz der Erzbischöfe. Im Siebenjährigen Krieg (1756–1763) wurde es zerstört und nicht wieder aufgebaut. | Schlossgelände mit Ruine                 |
| BD 5 | Standort des Hauses Borg                 | Budberg Haus Borg Standort                                                                        |                  | Das Grundstück auf dem das Baudenkmal Haus Borg (Denkmalnummer 41) steht ist ein eingetragenes Bodendenkmal. Das Gut wurde erstmals 1244 erwähnt. Statt dem heutigen Spätbarockbau war dort eine Wasserburg. | Haus Borg nach einem Kupferstich um 1840 |
| BD 6 | Grabhügel                                | Werl Im Werler Stadtwald, Wickeder Straße                                                         |                  | Grabhügel aus der Bronzezeit |                                          |
| BD 7 | Bandkeramische Siedlung                  | Werl Soester Straße 50 Standort                                                                   |                  | Fundort einer Siedlung der Bandkeramiker (~5200 v. Chr.) die beim Bau des Autohauses an der Soester Straße 50 entdeckt wurde. Bei den Ausgrabungen wurden, neben Keramikscherben und bearbeiteten Feuerstein, Pfostengruben von Langhäusern und Lehm- und Abfallgruben gefunden. Ein besonderer Fund war ein großer Hämatitbrocken mit Schleifspuren. Die aus dem Roheisenstein gewonnenen roten Farbpigmente wurden zum Färben von Gegenständen und zur Körperbemalung genutzt. |                                          |
| BD 8 | Vorwallbefestigung an der Bollergasse    | Werl Walburgisstraße 5 / Bollergasse Standort                                                     |                  | Teil der ehemaligen Stadtmauer. Der Verlauf ist heute noch an der Straße zu erkennen. Bei Ausgrabungen an der heutigen Tiefgarage brachten die Funde neue Erkenntnisse zur Stadtgeschichte zutage. |                                          |